# Intelligence fabricatrice
 (novembre 2022).
L'intelligence fabricatrice désigne en philosophie l'application de l'intelligence à la fabrication d'outils en vue d'une fin. Ce concept est notamment mobilisé par Henri Bergson.

## Concept
Le concept est mis en avant par Henri Bergson, dans Les Deux Sources de la morale et de la religion. Par une revue anthropologique, Bergson soutient que l'intelligence renvoie à la capacité intellectuelle à fabriquer des objets. Fabriquer signifie pour lui « informer la matière, [...] l'assouplir, [...] la plier et [...] la convertir en instruments afin de s'en rendre maître ». 
Il s'agit bien d'une faculté intellectuelle, et non tant de l'imagination ou de la volonté. Le rapport de moyen à la fin est en effet réglé par l'intelligence et exige une capacité d'abstraction. En cela, l'intelligence fabricatrice distingue l'homme de l'animal. Cette intelligence compose et recompose à partir de fragments, et doit observer la vie extérieure pour traiter la matière. Bergson affirme : « l'intelligence est dans le vrai tant qu'elle s'attache, elle amie de la régularité et de la stabilité, à ce qu'il y a de stable et de régulier dans le réel, à la matérialité. Elle touche alors un des côtés de l'absolu ».
L'intelligence fabricatrice est, pour Bergson, l'intelligence proprement dite, en ce qu'elle caractérise celle, singulière, de l'homme. L'homme est ainsi homo faber : il est fabricant. Par l'intelligence fabricatrice, l'homme agit sur la matière pour la transformer et imposer sa marque à la nature.